# Carmageddon TDR 2000
Carmageddon TDR 2000 (noto anche come Carmageddon: Total Destruction Racing 2000 o Carmageddon 3: TDR 2000 in Nord America), è un simulatore di guida con elementi d'azione. È il sequel di Carmageddon II: Carpocalypse Now, sviluppato da Torus Games e pubblicato in Europa il 1º settembre 2000, e il 14 dicembre in Nord America.

## Versione per Game Boy Color
Una versione per Game Boy Color, con 20 veicoli e 9 aree composte da due gare e due missioni ciascuna (per un totale di 36 livelli di gioco), era in fase di sviluppo, ma la stessa Torus Games, sviluppatrice anche della conversione, cancellò il progetto per ragioni ignote.

## Espansioni
Nel 2001 venne rilasciata un'espansione ufficiale, The Nosebleed Pack, che aggiungeva nuove mappe e ambientazioni, veicoli, potenziamenti e una miglioria nella modalità multiplayer. In seguito fu distribuita come patch gratuita.

## Colonna sonora
Le tracce 1-3 sono composte e prodotte da John 5 sotto lo pseudonimo "Plague", mentre le tracce 4-6 sono composte e prodotte dagli Utah Saints.
1. John 5 – Plastic (la canzone è spesso citata anche col nome Cama o Carma) – 3:38
2. John 5 – Eat It Up – 3:57
3. John 5 – Dedicated to Hate – 3:26
4. Utah Saints – Techknowledgy (rework di Search and Destroy dei The Stooges) – 5:26
5. Sick – 5:18
6. Hands Up (costruita attorno alle linee iniziali di "Sonny's Burning" dei The Birthday Party) – 4:02